# Seban Dönhuber
Seban Dönhuber (* 14. Januar 1934 in Neuötting; † 28. Juli 2023) war ein deutscher Politiker (SPD).

## Biografie
Dönhuber besuchte die Volks- und Berufsschule in Neuötting und machte danach die Lehre zum Schriftsetzer und Zeitungsmetteur, diese Berufe übte er in der Ausbildungsfirma danach auch aus.
Bei der IG Chemie, Papier und Keramik arbeitete er als Jugendsekretär, beim DGB in den Landkreisen Mühldorf und Altötting war er geschäftsführender Vorsitzender. Er war ferner fünfzehn Jahre lang in der Jugendarbeit tätig, darunter in der Katholischen Jugend und in der Gewerkschaftsjugend. Er wurde Mitglied der SPD und wirkte zuerst bei den Jungsozialisten mit. Von 1961 bis 1964 war er Landesvorsitzender der Bayerischen Jungsozialisten. Später war er von 1989 bis 2004 auch Landesvorsitzender der Arbeiterwohlfahrt.
Im März 1960 trat Dönhuber in den Neuöttinger Stadtrat und den Kreistag in Altötting ein. 1964 wurde er zweiter Bürgermeister von Neuötting, von 1966 bis 1970 war er dort erster Bürgermeister. Von 1962 bis 1966 war er Mitglied des Bezirkstags Oberbayern und in dieser Zeit Vorsitzender der Vertreterversammlung der AOK Mühldorf-Altötting sowie Mitglied des Verwaltungsausschusses beim Arbeitsamt Pfarrkirchen. 
Von 1966 bis 1970 war er Mitglied des Bayerischen Landtags.
Am 11. Januar 1970 wurde er erstmals zum Altöttinger Landrat gewählt. Dies löste ein großes mediales Echo aus, da es im traditionell sehr konservativen Bayern ein Sozialdemokrat in das Landratsamt schaffte. Dieses Amt übte Dönhuber bis zu seiner Pensionierung im Jahr 2000 aus. 
Von 1990 bis zur Auflösung 1999 gehörte er auch dem Bayerischen Senat für die Gruppe der Wohltätigkeitsorganisationen an.

## Ehrungen
- Dönhuber wurde 1982 mit dem Verdienstkreuz am Bande der Bundesrepublik Deutschland ausgezeichnet.
- Dönhuber wurde 1989 mit dem Verdienstkreuz 1. Klasse der Bundesrepublik Deutschland ausgezeichnet.
- Von seiner Geburtsstadt Neuötting wurde ihm 1990 die Bürgermedaille verliehen.
- Den Bayerischen Verdienstorden erhielt er am 4. Juli 1991.
- Er ist seit 2001 Ehrenbürger von Altötting.
- 2009 erhielt er die Bayerische Verfassungsmedaille in Gold.
- Die Marie-Juchacz-Plakette der Arbeiterwohlfahrt wurde ihm 2012 verliehen.